# ستيفن كيلي
ستيفن كيلي (بالإنجليزية: Stephen Kelly)‏ (مواليد 6 سبتمبر 1983 في دبلن - جمهورية أيرلندا) لاعب كرة قدم أيرلندي يلعب حاليا لصالح نادي الدرجة الممتازة فولهام الإنجليزي منذ 2009 في مركز الظهير الأيمن .

## مسيرته الكروية
لعب ستيفن كيلي خلال مسيرته الاحترافية مع 9 أندية في عشرون موسمًا وسجل خلالها 3 أهداف ضمن 277 مباراة. ولم يفز بأي موسم بالكأس أو بالدوري.
خاض ستيفن كيلي مسيرته مع نادي توتنهام هوتسبير في موسم 2001–02 في المرة الأولى لمدة موسم واحد ثم في موسم 2003–04 واستمر معه طيلة ثلاثة مواسم، مشاركًا طوالها في 37 مباراة سجل خلالها هدفين. ثم انتقل إلى نادي كوينز بارك رينجرز في موسم 2002–03 لمدة موسم واحد، حيث شارك في 7 مباريات ولم يسجل أي هدف. لينتقل بعدها إلى نادي برمنغهام سيتي في موسم 2006–07 واستمر معه طيلة ثلاثة مواسم، مشاركًا في 79 مباراة ولم يسجل أي هدف أيضًا. ثم انتقل إلى نادي ستوك سيتي في موسم 2008–09 لمدة موسم واحد، مشاركًا في 6 مباريات ولم يسجل أي هدف أيضًا. هذا وانتقل لاحقًا إلى نادي فولهام في موسم 2009–10 ليلعب معه أربعة مواسم، مشاركًا في 44 مباراة ولم يسجل أي هدف أيضًا. ثم انتقل بعدها إلى نادي ريدنغ في موسم 2012–13 واستمر معه طيلة ثلاثة مواسم، مشاركًا في 46 مباراة سجل خلالها هدفًا واحدًا. ليعود وينتقل من جديد، لكن هذه المرة إلى نادي روذرهام يونايتد في موسم 2015–16 ولمدة موسمين، مشاركًا في 35 مباراة ولم يسجل أي هدف.

## روابط خارجية
- ستيفن كيلي على موقع الاتحاد الدولي (مؤرشف)  (الإنجليزية)
- ستيفن كيلي على موقع الاتحاد الأوربي (الإنجليزية)
- ستيفن كيلي على موقع قاعدة بيانات كرة القدم.إي يو (الإنجليزية)
- ستيفن كيلي على موقع ناشيونال فوتبول تيمز (الإنجليزية)
- ستيفن كيلي على موقع Soccerbase.com (لاعب) (الإنجليزية)
- ستيفن كيلي على موقع Soccerway.com (الإنجليزية)
- ستيفن كيلي على موقع عالم كرة القدم.نت (الإنجليزية)
- ستيفن كيلي على موقع كووورة
- ستيفن كيلي على موقع AS.com (الإسبانية)